# Olidiana bifurcata
Olidiana bifurcata är en insektsart som beskrevs av Nielson 1982. Olidiana bifurcata ingår i släktet Olidiana och familjen dvärgstritar. Inga underarter finns listade i Catalogue of Life.